# Punt van Clawson

De twee manieren om het punt van Clawson Cl te vinden. Als gelijkvormigheidscentrum van de paarse voetpuntsdriehoek en de groene driehoek van raaklijnen van de aangeschreven cirkels (zie streepjeslijntjes) of als perspectiviteitscentrum van de bruine driehoek ABC en de blauwe driehoek van gezamenlijke koorden van aangeschreven cirkels en omgeschreven cirkel (zie stippellijntjes).

Het punt van Clawson in een driehoek is  het gelijkvormigheidscentrum van de voetpuntsdriehoek en de driehoek van vierde raaklijnen van paren van aangeschreven cirkels, waar de andere drie raaklijnen de zijden van ABC zijn.
Een andere manier om het clawsonpunt the vinden is als perspectiviteitscentrum van ABC en de driehoek gevormd door gezamenlijke koorden van de omgeschreven cirkel en elk van de aangeschreven cirkels. Het is het driehoekscentrum met kimberlingnummer X(19).
De barycentrische coördinaten voor het punt van Clawson zijn 
{\displaystyle \left({\frac {a}{-a^{2}+b^{2}+c^{2}}}:{\frac {b}{a^{2}-b^{2}+c^{2}}}:{\frac {c}{a^{2}+b^{2}-c^{2}}}\right).}
Hoewel John Wentworth Clawson de naamgever is van dit punt, werd het punt al bestudeerd door Émile Lemoine in 1886.